# Giải của Hội phê bình phim New York cho kịch bản hay nhất
Giải của Hội phê bình phim New York cho kịch bản hay nhất là một giải trao hàng năm của Hội phê bình phim New York dành cho kịch bản hay nhất. Giải này mới được thiết lập từ năm 2000.
Dưới đây là danh sách các phim và người đoạt giải:

### Thập niên 2000
| Năm  | Phim đoạt giải               | Người viết                    | Nguồn                     |
| ---- | ---------------------------- | ----------------------------- | ------------------------- |
| 2000 | You Can Count On Me          | Kenneth Lonergan              | —                         |
| 2001 | Gosford Park                 | Julian Fellowes               | —                         |
| 2002 | Adaptation.                  | Charlie và Donald Kaufman     | book của Susan Orlean     |
| 2003 | The Secret Lives of Dentists | Craig Lucas                   | novella của Jane Smiley   |
| 2004 | Sideways                     | Alexander Payne và Jim Taylor | novel của Rex Pickett     |
| 2005 | The Squid and the Whale      | Noah Baumbach                 | —                         |
| 2006 | The Queen                    | Peter Morgan                  | —                         |
| 2007 | No Country for Old Men       | Ethan Coen and Joel Coen      | novel của Cormac McCarthy |
| 2008 | Rachel Getting Married       | Jenny Lumet                   | —                         |

Bản mẫu:NYFCC Awards Chron